# 卡布托岩
卡布托岩（英語：Kabuto Rock），是南極洲的岩石，位於毛德皇后地的奧拉夫王子海岸，處於謝麗冰川和拉庫達冰川之間，根據日本探險隊的測量和拍攝的空中照片繪入地圖，現時由南極條約體系管理。

## 外部連結
- . . United States Geological Survey.   [2013-04-10].
- 本条目引用的公有领域材料来自美国地质调查局的文档《卡布托岩》 （資料來自地名信息系统）。

68°3′S 43°36′E / 68.050°S 43.600°E